# Shabba Ranks
Rexton Rawlston Fernando Gordon (Sturge Town, 17 januari 1966), beter bekend als Shabba Ranks, is een Jamaicaanse zanger en muzikant. In 1992 had hij een hit met het nummer Mr. Loverman.

## Discografie
Een selectieve discografie van het werk van Shabba Ranks.
- 1991: As Raw As Ever
- 1992: Rough And Ready Vol. 1
- 1992: Mr. Maximum
- 1993: X-Tra Naked
- 1993: Rough And Ready Vol. 3
- 1995: A Mi Shabba
- 1998: Get Up Stand Up
- 1998: King of the Dancehall
- 1999: Shabba Ranks and Friends

- Biblioteca Nacional de España: XX1505961
- Bibliothèque nationale de France: cb13936052f (data)
- Gemeinsame Normdatei: 134777417
- International Standard Name Identifier: 0000 0001 1438 3282
- Library of Congress Control Number: n93112280
- MusicBrainz: c0336f2a-610f-4b38-bc13-eb07393425a7
- Nationale Bibliotheek van Tsjechië: xx0043380
- Système universitaire de documentation: 087931648
- Virtual International Authority File: 14962065
- WorldCat: E39PBJvd3RWFVQD6jXhyPRv4MP